# Apantesis pulcherrima
Apantesis pulcherrima là một loài bướm đêm thuộc phân họ Arctiinae, họ Erebidae.